# 퍼지 제어 시스템
퍼지 제어 시스템(fuzzy control system)은 퍼지 논리를 기반으로 한 제어 시스템이다. 이 수학적 시스템은 아날로그 입력 값을 0과 1 사이의 연속 값을 취하는 논리 변수 측면에서 분석하는 것이다. 즉, 1 또는 0(각각 참 또는 거짓)을 취한다.
퍼지 논리는 기계 제어에 널리 사용된다. "퍼지"라는 용어는 관련된 논리가 "참" 또는 "거짓"으로 표현될 수 없고 오히려 "부분적으로 참"으로 표현되는 개념을 처리할 수 있다는 사실을 의미한다. 유전 알고리즘 및 신경망과 같은 대체 접근 방식은 많은 경우 퍼지 논리와 마찬가지로 성능을 발휘할 수 있지만 퍼지 논리는 문제에 대한 해결책을 인간 운영자가 이해할 수 있는 관점에서 제시할 수 있다는 장점이 있다. 컨트롤러 설계에 사용된다. 이를 통해 인간이 이미 성공적으로 수행한 작업을 기계화하는 것이 더 쉬워진다.

## 같이 보기
- 베이즈 추론
- 이력 현상